# Лос-Сілос
Лос-Сілос (ісп. Los Silos) — муніципалітет в Іспанії, у складі автономної спільноти Канарські острови, у провінції Санта-Крус-де-Тенерифе, на острові Тенерифе. Населення — 5246 осіб (2010).
Муніципалітет розташований на відстані близько 1800 км на південний захід від Мадрида, 55 км на захід від Санта-Крус-де-Тенерифе.
На території муніципалітету розташовані такі населені пункти: (дані про населення за 2010 рік)
- Ла-Калета: 700 осіб
- Ерхос: 144 особи
- Сан-Бернардо: 1052 особи
- Сан-Хосе: 1575 осіб
- Ла-Тьєрра-дель-Тріго: 334 особи
- Ель-Каско: 1441 особа

## Демографія
Динаміка населення (INE ):

## Галерея зображень

Розташування муніципалітету на острові Тенерифе